# Marcello Amero D'Aste
Pour les articles homonymes, voir Aste et Stella.
Marcello Amero D'Aste-Stella (né le 1er avril 1853 à Albenga et mort le 17 septembre 1931  à Rome) est un amiral et homme politique italien.

## Biographie
Né dans le hameau de Leca, frazione de la ville ligure d'Albenga, Marcello Amero d'Aste est issu d'une famille noble. Il sert en tant que vice-amiral lors de la guerre italo-turque et est le commandant des opérations navales en 1912, lorsque l'Italie commence ses opérations contre les possessions ottomanes en mer Égée.
Jusqu'au 25 août 1914, il est commandant en chef de la Regia Marina. Au cours de la Première Guerre mondiale, Amero d'Aste participe aux opérations navales italiennes en mer Adriatique. Après la guerre, il est promu au grade d'amiral et est nommé sénateur par le roi Victor-Emmanuel III en 1919. Il servira alors à la tête de la Commission sénatoriale sur la guerre pendant de nombreuses années.

## Source de la traduction
- (en) Cet article est partiellement ou en totalité issu de l’article de Wikipédia en anglais intitulé « Marcello Amero D'Aste » (voir la liste des auteurs).